# Labutí píseň

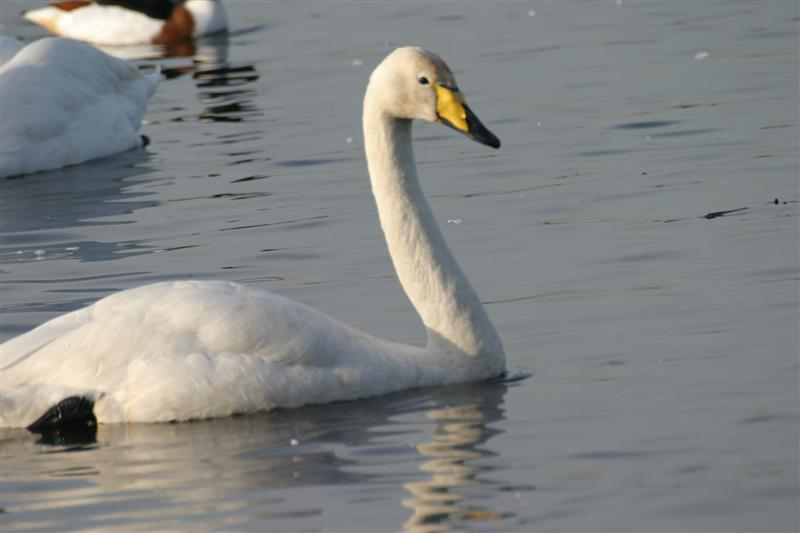
Labuť zpěvná

Labutí píseň je ustálené slovní spojení, které vešlo do slovníku jako rčení, přirovnání. Znamená zejména označení posledního dobrého výtvoru nebo velkého vystoupení aktéra, ať již v umění, architektuře, sportu apod. 

## Původ úsloví
O labuti, která před smrtí zpívá, se zmiňují již antičtí básníci, např. Ovidius v Proměnách XII. Také řecký dramatik Aischylos píše o labutím zpěvu.
Jeden druh labutí, výjimečně se vyskytující i u nás, se jmenuje Labuť zpěvná — latinsky cygnus cygnus nebo také cygnus musicus. Zoolog Alfred Brehm říká, že labuť opravdu jaksi zpívá, když umírá. A při svých tazích na jih vydávají tito ptáci také zvuky, často znějící harmonicky.[zdroj?]

## Odraz v kultuře

### Hudba
- Orlando Gibbons téma zpracoval ve skladbě Stříbrná labuť.
- Balet Petra Iljiče Čajkovského Labutí jezero tematicky navazuje na antické literární památky.
- Labuť, skladba Camilla Saint-Saënse pro violoncello a klavír (či harfu) ze suity Karneval zvířat z roku 1886.
- Poslední dílo Franze Schuberta je sbírka písní Labutí zpěv (Schwanengesang).
- Labutí píseň složili Jiří Šlitr a Jiří Suchý, byla zaznamenána na jejich televizní Recital z roku 1965.
- Labutí píseň je opera Jiřího Pauera z roku 1973.

### Film
Labutí píseň se jmenuje jedna z epizod seriálu Columbo, kde si s Peterem Falkem zahrál jednu z hlavních rolí i zpěvák Johnny Cash.